# Symplecta rotundiloba
Symplecta rotundiloba är en tvåvingeart som beskrevs av Podenas och Gelhaus 2001. Symplecta rotundiloba ingår i släktet Symplecta och familjen småharkrankar.
Artens utbredningsområde är Mongoliet. Inga underarter finns listade i Catalogue of Life.